# Бадмаев, Ишля Манджиевич
Ишля Манджиевич Бадмаев (1906 — 1941) — советский партийный и хозяйственный деятель, 3-й секретарь областного комитета ВКП(б) Калмыцкой АССР.

## Биография
Родился в калмыцкой семье писаря и золотошвейки. Рано лишившись родителей, 14-летним подростком был вынужден работать на случайных работах, позднее на рыбных промыслах, чтобы содержать 5-летнюю сестру Булгун и себя. С 1924 оканчивал Калмыцкую областную советско-партийную школу в городе Астрахань. В 1929 
окончил Коммунистический университет трудящихся Востока в Москве. С 1935 по август 1937 учился на философском факультете Института красной профессуры в Москве.
Работал инструктором, секретарём партийного комитета улуса (районного комитета) ВЛКСМ. 20 мая 1930 утверждён областным партийным главным редактором газеты Калмыцкого областного комитета ВКП(б) «Тангчин зянг». Потом становится ответственным редактором объединённой редакции областных газет «Тангчин зянг» и «Ленинский путь». Был заместителем заведующего культурно-пропагандистского отдела Калмыцкого областного комитета ВКП(б). Потом стал инструктором Сталинградского краевого комитета ВКП(б). Во время обучения в Институте красной профессуры, одновременно преподавал на 1-м и 2-м курсах. С 9 июня 1937 исполнял обязанности председателя Союза писателей Калмыцкой АССР, избран на 2-м съезде, утверждён 21 августа. Также 4 сентября 1937 утверждён областным партийным бюро как председатель комиссии по переводу на калмыцкий язык учебника «Краткий курс истории СССР», 10 сентября утверждён членом комиссии областного комитета партии по проведению 20-й годовщины Октябрьской революции и членом редакционной коллегии сборника к 20-летию Октябрьской революции, 20 сентября утверждён членом подготовительной комиссии по выборам в Верховный совет СССР. С августа 1937 работал 3-м секретарём Калмыцкого областного комитета ВКП(б), вскоре стал 2-м секретарём, по состоянию на 4 сентября 1937 временно исполнял должность 1-го секретаря. С 15 октября того же года утверждён членом тройки НКВД. Некоторое время пребывал в должности председателя Верховного совета Калмыцкой АССР.
В 1938 обвинён в связи с троцкистами и буржуазными националистами — А. М. Амур-Сананом и А. П. Пюрбеевым, спасаясь от ареста выехал в Москву и получил защиту от М. И. Калинина. С 1938 до 1941 заведовал кафедрой марксизма-ленинизма Института золота и цветных металлов в Москве. В 1941 выдвигался на должность заведующего отделом идеологии ЦК КП Узбекской ССР, но отказался и добровольно ушёл на фронт Великой Отечественной войны несмотря на близорукость. 
Служил военкомом 952-го стрелкового полка 268-й стрелковой дивизии. Пропал без вести 13 августа 1941, когда транспортный эшелон попал под бомбёжку на пути следования к Ленинградскому фронту.

## Публикации
- Бадмаев И. М. В Сарпе расцветает колхозная жизнь. Элиста : Калм(гос)издат, 1933[1].